# Deep River (Iowa)
Deep River és una ciutat a l'estat d'Iowa dels Estats Units d'Amèrica.

## Demografia
Segons el cens dels Estats Units del 2000 Deep River tenia 288 habitants, 120 habitatges, i 80 famílies. La densitat de població era de 264,8 habitants per km².
Dels 120 habitatges en un 32,5% hi vivien nens de menys de 18 anys, en un 55,8% hi vivien parelles casades, en un 5% dones solteres, i en un 33,3% no eren unitats familiars. En el 28,3% dels habitatges hi vivien persones soles el 17,5% de les quals corresponia a persones de 65 anys o més que vivien soles. El nombre mitjà de persones vivint en cada habitatge era de 2,4 i el nombre mitjà de persones que vivien en cada família era de 2,98.
Per edats la població es repartia de la següent manera: un 27,1% tenia menys de 18 anys, un 6,3% entre 18 i 24, un 30,2% entre 25 i 44, un 23,6% de 45 a 60 i un 12,8% 65 anys o més.
L'edat mediana era de 36 anys. Per cada 100 dones de 18 o més anys hi havia 90,9 homes.
La renda mediana per habitatge era de 33.438 $ i la renda mediana per família de 46.875 $. Els homes tenien una renda mediana de 29.643 $ mentre que les dones 17.639 $. La renda per capita de la població era de 16.437 $. Entorn del 4,9% de les famílies i el 5,6% de la població estaven per davall del llindar de pobresa.

## Poblacions properes
El següent diagrama mostra les poblacions més properes.